# Saint-Soulan
Saint-Soulan település Franciaországban, Gers megyében. Lakosainak száma 155 fő (2022. január 1.). Saint-Soulan Bézéril, Mongausy, Montamat, Polastron, Saint-Martin-Gimois és Samatan községekkel határos.

## Népesség
A település népessége az elmúlt években az alábbi módon változott:
| Lakosok száma | 169  | 155  | 145  | 142  | 161  | 161  | 160  | 160  | 162  | 155  |
|               | 1968 | 1982 | 1990 | 2006 | 2013 | 2015 | 2017 | 2019 | 2020 | 2022 |